# シナントロープ
シナントロープ（synanthrope, synanthrop。ギリシア語で syn-「共に」＋ anthrôpos「人間」）は、人間社会の近くに生息し、人間や人工物の恩恵を受けて共生する、野生の動植物を指していう。

## シナントロープの例

### 動物
- 哺乳類
  - クマネズミ[1]
  - ドブネズミ[2][1]
  - アブラコウモリ
  - アライグマ
- 鳥類
  - ドバト[2]
  - ハシブトガラス[2]
  - カモメ
  - スズメ[2][1]
  - ツバメ[1]
  - ハクセキレイ[3]
- 爬虫類
  - ニホンヤモリ[1]
  - アオダイショウ[1]
- 節足動物
  - ゴキブリ[2][1]